# Total War: Shogun 2

Total War: Shogun 2 är ett turordningsbaserat strategidatorspel som är utvecklat av Creative Assembly och utgivet den 15 mars 2011 av SEGA.  Spelet är det sjunde i Total War-serien, och spelet utspelar sig på samma tid och plats som i det första Total War-spelet Shogun: Total War. Spelet utspelar sig på 1500-talets Japan, och målet för spelaren är att genom krig, handel, list och diplomati bli Shogun.